# ریوند چینی
ریوند چینی (نام علمی: Rheum officinale) نام یک گونه از تیره هفت‌بندیان است.

## ویژگی‌ها
گیاهی علفی و پایاست که بوته زمینی آن برگ‌های پنجه‌ای دارد. طول ساقه آن به دو متر می‌رسد. ساقه توخالی است و چند برگ و خوشه‌ای از گل‌های این گیاه در انتهای آن می‌روید. تمام گیاه رنگ متمایل به قرمزی دارد و ترش مزه است. میوه آن فندقه و سه‌قسمتی است. این گیاه از چین و تبت آمده و در اروپا نوعی از آن کشت می‌شود که دمبرگ‌هایش خوراکی است ولی خواص دارویی ندارد..

## کاربرد های دارویی
برای مصارف دارویی ریشه گیاهان پنج تا ده ساله را با دستگاهی بیرون می‌آورند و همان موقع تمیز نموده قسمت‌های سبز آن را قطع می‌کنند. سپس بخش‌های باقیمانده را از وسط به دو نیم کرده خشک می‌کنند. وقتی که خشک شد ریشه‌ها طعمی گس پیدا می‌کنند و زیر دندان صدا می‌دهند. آنها حاوی دو نوع گلوکوزید هستند که یکی تانوگلوکوزیدهاست که محتوی اسیدگالیک، اسید سینامیک و گلوکوزیدهای آزاد است و دیگری چهار آنتراگلوکوزیدهای متصل به هم است. این گلوکوزیدها عبارتند از کریسوفانئین، امودین، رئوکریسین و رئین. احتمالاً ماده رئین است که عامل محرکه اصلی در ریشه ریوند محسوب می‌شود و محتوی نشاسته و اکسالات کلسیم است. 
این گیاه به مقدار کم قابض است و به مقدار زیاد بعد از هشت تا ده ساعت اثر ملین دارد. از این گیاه در صورت وجود بیماری‌های مثانه، سنگ یا شن در مجاری ادرار به هیچ وجه نباید استفاده کرد. این گیاه برای کودکان نیز مضر است. عصاره یا تنطور ریوند را می‌توان از داروخانه‌ها تهیه کرد. در ترکیب بسیاری از جوشانده‌ها و پودرهای هضم کننده غذا از این گیاه استفاده می شود.